# Lodewijk Caspar Valckenaer
Lodewijk Caspar Valckenaer, of gelatiniseerd Ludovicus Casparus Valckenarius (Leeuwarden, 7 juni 1715 – Leiden, 15 maart 1785) was hoogleraar Grieks aan de universiteiten van Franeker en Leiden en bracht de studie van de Griekse taal en cultuur tot een hoogtepunt in de achttiende eeuw. Met behulp van klassieke voorbeelden en analogieën probeerde Valckenaer de klachten van zijn tijdgenoten over het verval van de Republiek te adstrueren.

## Leven
Lodewijk Valckenaer was de oudste van vijf kinderen van Jan Warner Valckenaer, advocaat bij het Hof te Leeuwarden, en Susanna Baux.
Hij ging naar de Latijnse school in Leeuwarden, was student in de theologie in Franeker (1731-1737), waar onder anderen de hoogleraar Grieks Tiberius Hemsterhuis grote invloed op hem had. Hij promoveerde in 1737, maar vervolgde zijn studie in Leiden (1737-1739), met name om de colleges van de hebraïcus Albertus Schultens te volgen. Na te zijn teruggekeerd naar Friesland werd hij in 1740 conrector aan de Latijnse school in Kampen. In 1741 werd hij hoogleraar Grieks in Franeker als opvolger van Tiberius Hemsterhuis. In 1765 werd hij hoogleraar Grieks in Leiden, wederom als opvolger van Hemsterhuis. Deze functie vervulde hij tot zijn dood in 1785.
Hij trouwde op 1 februari 1752 in Amsterdam met Johanna van der Streng, waardoor hij geparenteerd was aan Petrus Burmannus Secundus, hoogleraar Latijn aan het Amsterdamse Athenaeum Illustre, en diens echtgenote Maria Elisabeth van der Streng. Ze kregen een dochter, Johanna Susanna, en een zoon Johan (1759-1821), die o.a. hoogleraar in de rechten te Franeker werd. Johanna Susanna trouwde met Etienne Luzac, wiens broer Johan Luzac Valckenaer in 1785 opvolgde als hoogleraar Grieks in Leiden.

## Tekstuitgaven

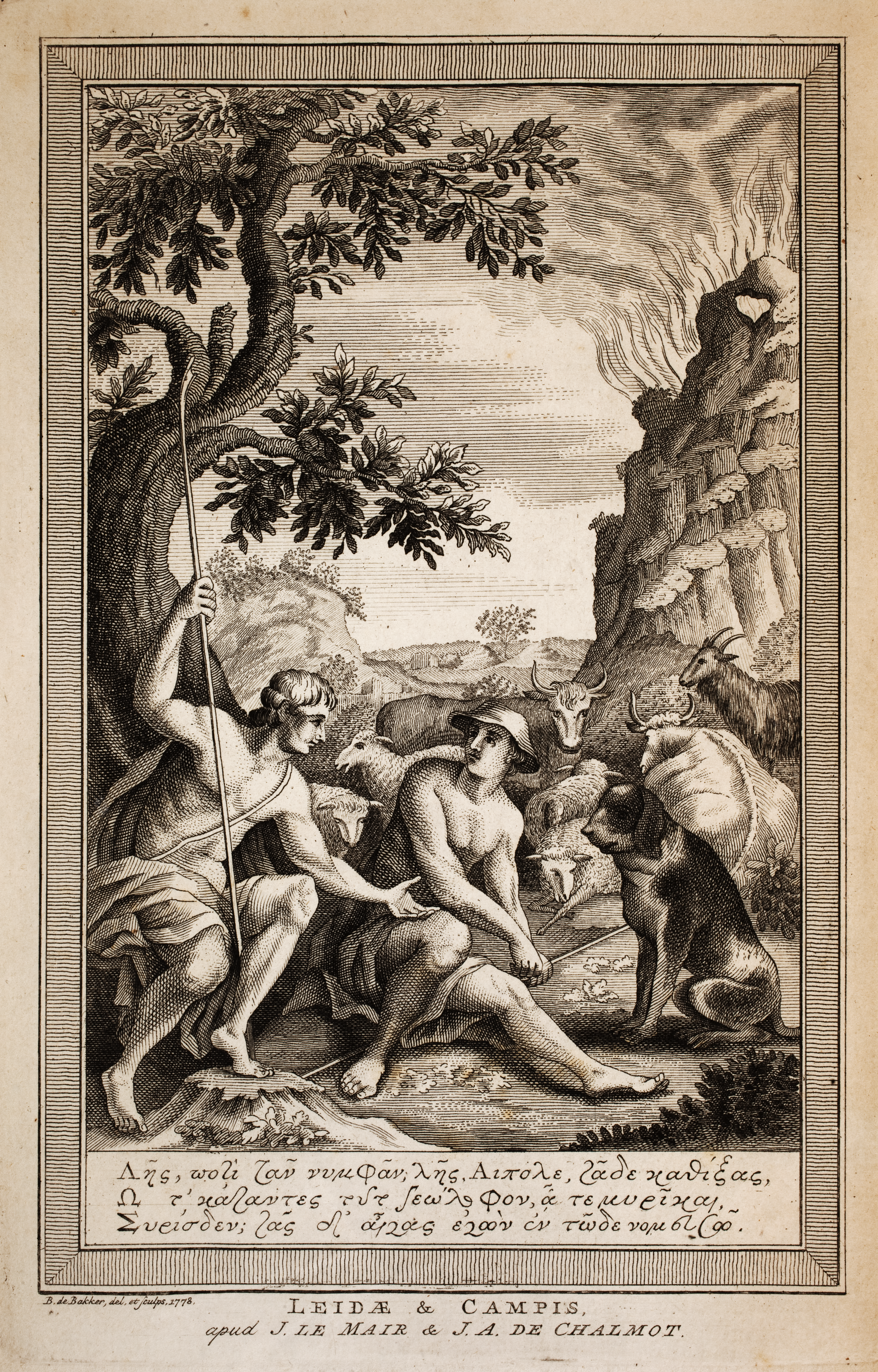
Uitgave van Theocritus: Carmina bucolica (1779). Lopend Grieks schrift.

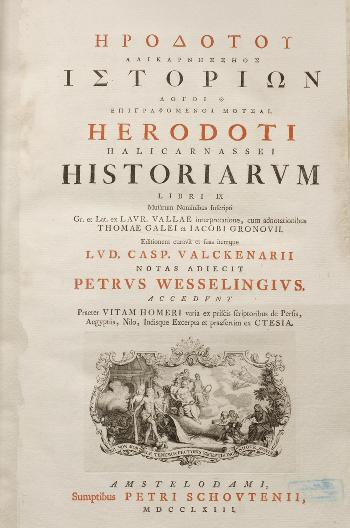
Uitgave van Herodotus (1763)

Zoals gebruikelijk in zijn tijd publiceerde Valckenaer in het Latijn. Zijn eerste publicaties stammen al uit zijn studententijd. In Franeker schreef hij een verhandeling over de manier waarop in de Oudheid eden werden afgelegd (Dissertatio philologica, de ritibus in iurando a veteribus, Hebraeis maxime et Graecis, Franeker 1735). Als proefschrift in Franeker bracht hij in 1737 drie opstellen uit onder de titel Specimina academica (Academische proeven), die onder meer gingen over de naam Byrsa voor de burcht in Carthago en plaatsnamen bij Herodotus. Als student in Leiden maakte hij een uitgave van een Grieks lexicon van de grammaticus Ammonius (De adfinium vocabulorum Differentia, Leiden 1739). Als hoogleraar in Franeker verzorgde hij een heruitgave van de Vergilius illustratus, die oorspronkelijk in 1567 bij Plantijn in Antwerpen was verschenen (Leeuwarden 1747). Hieraan voegde hij een uitvoerige aanbevelingsbrief toe en een uitgave van boek XXII van de Ilias met scholia (antiek commentaar bij de tekst). De volgende tekstuitgaven ontstonden vooral uit de behoefte aan teksten bij zijn colleges. In 1755 was dat om te beginnen een uitgave van de Phoenissae van Euripides met de vertaling van Hugo de Groot en commentaar. Als zijn beste prestaties op het gebied van tekstuitgaven worden beschouwd zijn verhandeling over fragmenten van de verloren gegane tragedies van Euripides (Diatribe in Euripidis perditorum dramatum reliquias, Leiden 1767) en zijn uitgave van Euripides’ Hippolytus (Leiden 1768). Later maakte hij nog een uitgave van tien Idyllen van Theocritus (Theocriti decem Eidyllia, Leiden 1773), die vooral bedoeld was als hulpmiddel bij zijn colleges over het Dorische dialect, gevolgd door een uitgave (tekst en Latijnse vertaling) van het volledige werk van Theocritus, Bion en Moschus (Theocriti, Bionis, et Moschi Carmina Bucolica, Leiden en Kampen 1779). Zijn laatste filologische werk was een uitgave van de fragmenten van Callimachus, die echter pas postuum volledig gepubliceerd is (Callimachi elegiarum fragmenta, Leiden 1799).

## Overige publicaties
Als hoogleraar hield Valckenaer met enige regelmaat redevoeringen, waarvan hij er een aantal heeft gepubliceerd. Als inaugurele rede in Franeker sprak hij over de oorzaken waardoor de belangstelling voor de Griekse letterkunde relatief gering was geweest en de opleving die deze onder Hemsterhuis beleefde (Oratio de Causis Neglectae Literarum Graecarum culturae, Franeker 1741). Zijn meest prikkelende rede is de oratie die hij als rector hield in 1745 en waarin hij een ironische aanval deed op de ‘zogenaamde literatoren’ die beweerden dat tekstkritiek op het Nieuwe Testament niet mogelijk zou zijn (Oratio de critica emendatrice, in libris sacris Novi Foederis a literatoribus, quos vocant, non adhibenda). In 1749 hield hij een feestrede Oratio de rerum Belgicarum vicissitudine, die ook in het Nederlands werd vertaald door Ernst Willem Higt: L.C. Valckenaers redevoering over de oude en onlangs bespeurde wisselvalligheid der Nederlandsche zaaken: ter gelegenheid van het honderste jaar onser gestaafde vryheid, ’t geboortejaar van den Ven Willem en aanmerkelĳk door het vredeverbond, uitgesproken te Franeker den 12 d. Lentemaand 1749. In deze rede hield Valckenaer zich bezig met de vaderlandse politiek en pleitte hij voor een eenhoofdig bestuur. Iets dergelijks deed hij in zijn tweede rectorale rede uit 1760 (Oratio de Philippi Macedonis indole): de rede ging over het karakter van Philippus van Macedonië, maar deze werd gebruikt om een spiegel voor te houden aan het gehoor: het land heeft behoefte aan een krachtig bestuurder, geen krijgsman, maar een filosoof, een ‘verlicht despoot' dus. Een vergelijkbare boodschap had Valckenaer in zijn inaugurele rede te Leiden in 1766. Zijn Oratio de publicis Atheniensium moribus was een vergelijking van Athene met het vaderland dat een voorbeeld moest nemen aan het Athene uit de tijd van Pisistratus, de verlichte despoot die Athene tot bloei en kracht bracht.
Van de brieven die Valckenaer heeft geschreven zijn er niet veel uitgegeven. Wél uitgegeven zijn zijn brieven aan de Duitse filoloog Johann August Ernesti (Leipzig 1812) en zijn briefwisseling met David Ruhnken (Vlissingen 1832). In manuscript bewaard zijn onder meer de brieven die hij wisselde met zijn broer Paulus Jacobus, die vanaf 1752 27 jaar in Oost-Indië verbleef.

## Analogieën in de Griekse taalkunde
De taalkunde van Valckenaer stond in het teken van de analogieleer. Deze was kenmerkend voor de hele Schola Hemsterhusiana, maar bereikte bij hem zijn hoogtepunt. Uitgangspunt van deze leer is dat een taal van oorsprong regelmatig is en geen anomalieën kent. Door het op empiristische wijze zoeken van voorbeelden werden analogieën (overeenkomstige verschijnselen) vastgesteld waarmee het mogelijk zou zijn het achterliggende, oorspronkelijke systeem van een taal te doorgronden. Valckenaer paste de analogieleer toe op het Grieks. Hij meende zo verloren gegane woorden en de oorspronkelijke vorm van de stammen te kunnen reconstrueren. Ook meende hij de betekenissen van stamverwante woorden te kunnen herleiden tot één grondbetekenis.
Valckenaer heeft zelf nooit gepubliceerd over de analogieleer, omdat hij vond dat de conclusies niet makkelijk te bewijzen waren. Hij had er echter wel een collegedictaat over geschreven: Observationes academicae, quibus via munitur ad Origines Graecas investigandas, lexicorumque defectus resarciendos (Academische observaties waarmee een weg wordt bereid om de oorsprongen van het Grieks op te sporen en de leemtes in de lexica op te vullen). Het dictaat werd na zijn dood in 1790 uitgegeven door Everhard Scheidius samen met werk van zichzelf en van Johannes Daniël van Lennep over de analogieleer, dat veel meer overdrijving en fantastische hypotheses bevat dan bij de opvattingen van Valckenaer paste.

## Betekenis van Valckenaer
Onder Valckenaer beleefde de achttiende-eeuwse herleving van de Griekse studiën die was ingezet onder zijn leermeester en voorganger Tiberius Hemsterhuis, de zogenaamde ‘Schola Hemsterhusiana’, zijn hoogtepunt. Als student theologie was hij in aanraking gekomen met het Grieks, maar hij vond dat het Grieks veel meer moest zijn dan een hulpwetenschap van de theologie. Het Grieks hield voor hem meer in dan alleen de taal; ook aan geschiedenis, antiquiteiten en filosofie besteedde hij aandacht. Hij gaf aparte colleges over Griekse antiquiteiten en literatuurgeschiedenis. Hij beschouwde het Grieks als rijker dan het Latijn, dat volgens hem was ontstaan uit het Grieks. Uiteindelijk moest de studie van het Grieks volgens Valckenaer niet dienen om een filoloog op te leiden, maar bijdragen tot het opleiden van goede burgers. Door zijn publicaties, maar vooral in zijn colleges, die ook studenten uit het buitenland trokken, heeft hij dit standpunt uitgedragen.